# Charles Eliot Norton
Charles Eliot Norton, (16 de noviembre de 1827 - 21 de octubre de 1908) fue un autor estadounidense, crítico social y profesor de arte. Fue idealista militante, reformista social progresista, y activista liberal a quien muchos de sus contemporáneos consideraban el hombre más cultivado de los Estados Unidos.

## Vida

### Familia
Norton nació en Cambridge, Massachusetts. Su padre, Andrews Norton (1786 - 1853) fue teólogo unitariano, y profesor de literatura sagrada en la Universidad de Harvard. Charles William Eliot, presidente de Harvard, era su primo.

### Primeros años
Norton se graduó en Harvard en 1846, y comenzó a trabajar con una empresa mercantil de India Oriental en Boston. Viajó a India en 1849. Tras un viaje por Europa, donde sus ideas se vieron influenciadas por John Ruskin y pintores pre-rafaelitas, regresó a Boston en 1851, entregándose al arte y a la literatura. Tradujo la Vita Nuova de Dante en 1860 (reeditada en 1867) y la Divina Comedia en tres volúmenes entre 1891 y 1892. Trabajó sin descanso como secretario de la Sociedad Leal de Publicaciones durante la Guerra de Secesión, comunicándose con editores de periódicos a lo largo y ancho del país, incluyendo al periodista Jonathan Baxter Harrison, que se convertiría en un amigo duradero. De 1864 a 1868, editó la revista de gran influencia North American Review, en asociación con James Russell Lowell. En 1861 Lowell y él ayudaron a Henry Wadsworth Longfellow en su traducción de las obras de Dante y en la apertura del club informal de Dante. En 1862 contrajo matrimonio con Susan Sedgwick.

### Catedrático en Harvard
En 1875 fue nombrado profesor de historia del arte en Harvard, una cátedra creada para él y que mantuvo hasta su retiro en 1898. El Instituto Arqueológico de América le eligió como primer presidente (1879 - 1890). Desde 1856 hasta 1874 pasó mucho tiempo viajando y residiendo en el continente europeo y Gran Bretaña. En este periodo inició una amistad con Thomas Carlyle, John Ruskin, Edward FitzGerald y Leslie Stephen, una amistad que acercó a los hombres de letras estadounidenses y británicos. Norton poseía un genio especial para la amistad, y su fama viene en gran parte por su influencia personal más que por sus producciones literarias. En 1881 inauguró la Sociedad Dante, cuyos primeros presidentes fueron Longfellow, Lowell y el propio Norton. De 1882 en adelante se confinó al estudio del humanista italiano, sus labores personales, la edición y publicación de memoriales literarios de muchos de sus amigos. Uno de sus estudiantes en Harvard fue James Loeb.

### Producciones literarias
En 1883 editó las Cartas de Carlyle y Emerson. En 1886, 1887 y 1888, Cartas y reminiscencias de Carlyle's. En 1894, las Oraciones y Direcciones de George William Curtis y las Cartas de Lowell. Norton fue asimismo nombrado albacea literario de Ruskin, y escribió varias introducciones para las ediciones americanas de Brantwood de obras de Ruskin. Otras de sus publicaciones incluyen Notas de Viaje y Estudio en Italia (1859), y un Estudio Histórico sobre la Construcción de Iglesias en la Edad Media: Venecia, Siena, Florencia (1880). Organizó exposiciones de las pinturas de Turner (1874) y Ruskin (1879), para quienes compiló sendos catálogos.

### Fallecimiento

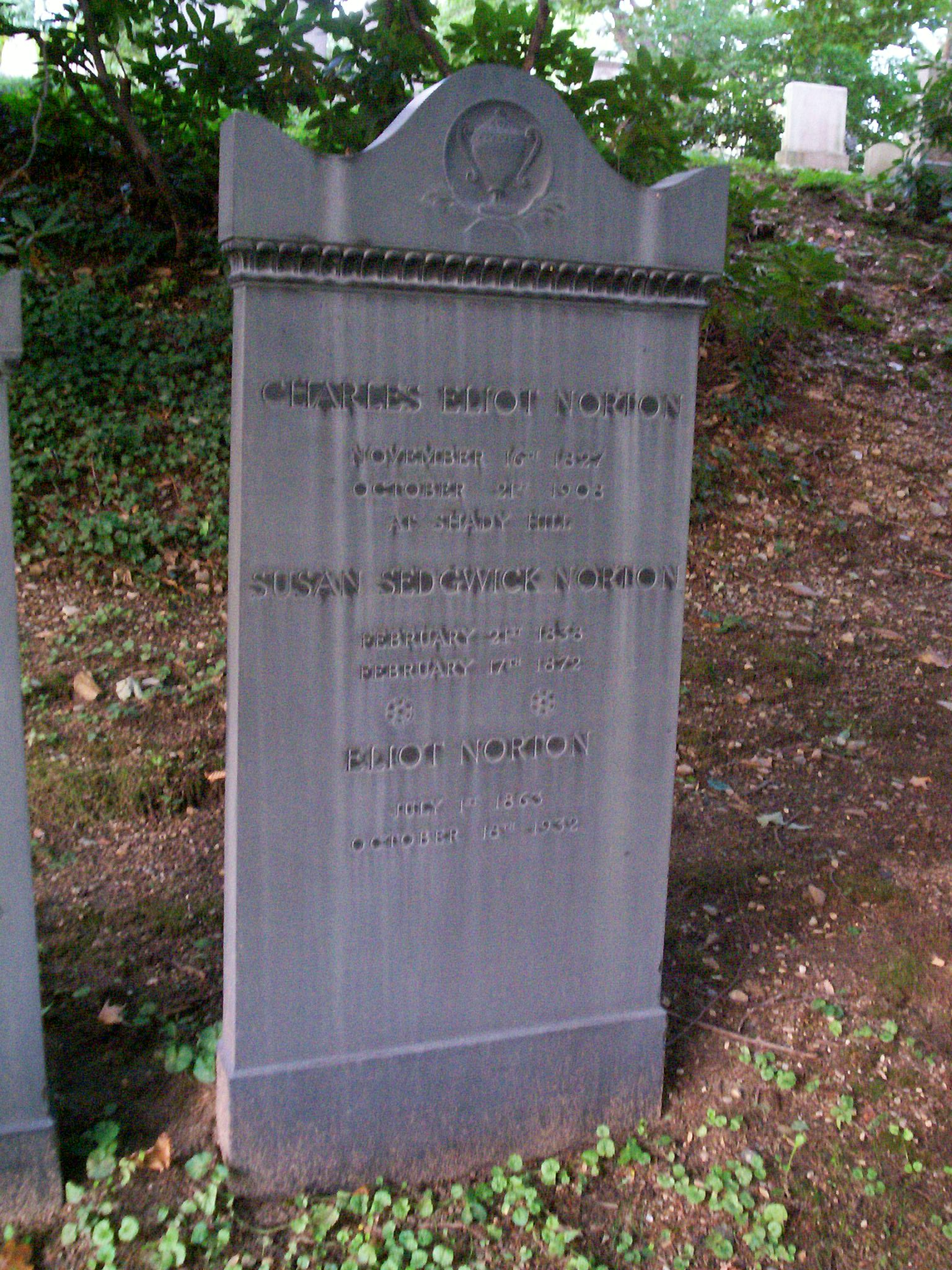
Tumba de Charles Eliot Norton.

Norton murió en Shady-hill, el hogar donde había nacido, el 21 de octubre de 1908, y fue enterrado en el cementerio de Mount Auburn Cemetery. Donó la mayor parte de su librería a Harvard. Poseía los títulos de Litt.D. (Cambridge) and D.C.L. (Oxford), el L.H.D. de Columbia y los LL.D. de Harvard y Yale. Hoy, su nombre viene asociado a una serie de lecturas (Charles Eliot Norton Lectures) mantenidas anualmente por distinguidos académicos de Harvard.